# King Biscuit Flower Hour Presents in Concert
King Biscuit Flower Hour Presents in Concert es un álbum en directo del músico británico John Entwistle, publicado por la compañía discográfica King Biscuit Flower Hour en 1998. El álbum fue grabado en marzo de 1975, durante una pequeña gira de cinco semanas por los Estados Unidos en los que Entwistle actuó de telonero de Humble Pie. El concierto del 15 de marzo, que incluyó material en  solitario y temas de The Who interpretados por Entwistle, fue grabado y emitido en la cadena King Biscuit Flower Hour. 

## Lista de canciones
Todas las canciones escritas y compuestas por John Entwistle, excepto donde se anota. 
| N.º | Título                     | Escritor(es)              | Duración |  |
| 1.  | «Heaven and Hell»          |                           | 4:54     |  |
| 2.  | «Whiskey Man»              |                           | 4:04     |  |
| 3.  | «My Size»                  |                           | 3:48     |  |
| 4.  | «Boris the Spider»         |                           | 2:36     |  |
| 5.  | «Not Fade Away»            | Buddy Holly, Norman Petty | 6:30     |  |
| 6.  | «Cell Number 7»            |                           | 4:03     |  |
| 7.  | «Who Cares?»               |                           | 5:48     |  |
| 8.  | «Gimme That Rock 'N' Roll» |                           | 4:18     |  |
| 9.  | «My Wife»                  |                           | 6:03     |  |

## Personal
- John Entwistle: voz y bajo
- Graham Deakin: batería
- Robert A. Johnson: guitarra y coros
- Jeff Daily: saxofón
- Mike Deacan: teclados